# Joseph Falcucci
Joseph-Marie Albert Étienne Falcucci, dit Joseph Falcucci, né le 6 février 1940 à Lacanau (Pyrénées-Atlantiques), et mort le 7 mars 2000 à Paris 18e, est un acteur français.

## Biographie
Joseph-Marie Falcucci est le fils du peintre et affichiste corse Robert Falcucci (1900-1989).
Il a été élève du Conservatoire de Paris (promotion 1964).

## Théâtre
- 1965 : Le Cheval Caillou de Pierre Halet, mise en scène Guy Lauzin
- 1969 : Cher Antoine ou l'Amour raté de Jean Anouilh, mise en scène de l'auteur
- 1971 : Mon Isménie d'Eugène Labiche, mise en scène Pierre Peyrou
- 1971 : Le Tombeau d'Achille d'André Roussin, mise en scène Pierre Peyrou
- 1979 : La Résistible Ascension d'Arturo Ui de Bertolt Brecht, mise en scène Jacques Échantillon
- 1981 : Le Bonheur des dames d'après Émile Zola, mise en scène Jacques Échantillon
- 1992 : La Famille écarlate de Jean-Loup Dabadie, mise en scène Jacques Échantillon

## Filmographie

### Cinéma
- 1968 : Adolphe ou l'Âge tendre : Bob
- 1978 : Le Paradis des riches : Maxime, un accompagnateur
- 1979 : Gros-Câlin : le brigadier
- 1984 : Les Brésiliennes du bois de Boulogne
- 1986 : Les Fantasmes de miss Jones
- 1994 : Fin
- 1996 : Portraits chinois : Locksmith
- 1998 : Le Poulpe : l'employé du cimetière
- 1998 : Vite in sospeso
- 2001 : Ligne 208 : Papy

### Télévision
- 1967 : Le Temps des cerises : Marcellin
- 1969 : Café du square
- 1970 : Les Dossiers du professeur Morgan
- 1972 : La Mandragore de Philippe Arnal : Siro
- 1974 : Faites entrer monsieur Ariman : le jeune homme du club
- 1974 : À dossiers ouverts
- 1974 : L'aquarium, téléfilm de René Lucot : Enrico
- 1975 : Marie-Antoinette
- 1976 : L'inspecteur mène l'enquête
- 1976 : Nans le berger : Richard Falconnet
- 1977 : Deux auteurs en folie
- 1978 : Médecins de nuit
- 1980 : La Traque
- 1981 : Les Amours des années grises : Henri
- 1981 : Dickie-roi : le barman
- 1983 : Les Amours romantiques : Fernand
- 1987 : Marie Pervenche
- 1998 : Marceeel !!!
- 1998 : Deux Flics : Santoni
- 1998 : De gré ou de force : Joseph
- 1998 : Une semaine au salon : le médecin de l'hôpital
- 1999 : Brigade spéciale : Mr. Perez
- 1999 : Mélissol : le capitaine Trosséro

## Doublage

### Cinéma

#### Films
- Morts suspectes (1978) : Sean Murphy (Tom Selleck)
- RoboCop 2 (1990) : Cain (Tom Noonan)
- The Player (1992) : Dick Mellen (Sydney Pollack)
- Independence Day (1996) : Glenn Parness (Robert Pine)
- Larry Flynt (1996) : le juge Antonin Scalia de la Cour suprême (Rand Hopkins)
- Minuit dans le jardin du bien et du mal (1997) : le juge White (Sonny Seiler)
- Deep Impact (1998) : Mitch (Kurtwood Smith)
- Hantise (1999) : Mr Dudley (Bruce Dern)

#### Films d'animation
- Tes rêves deviendront réalité (1957) : Un garde, voix additionnelles
- Le Petit Cheval bossu (1949) : Le Tsar, frère d'Ivan (3e doublage de 1998)
- La Folle Escapade (1978) : Mûron (1er doublage)
- La Cité interdite (1987) : Chef de la garde noire

### Télévision

#### Séries télévisées
- Dynastie (1982-1988) :  Tony Driscoll (Paul Keenan) / Jesse Atkinson (Christopher Allport)
- Côte Ouest (1982-1984) : Joe Cooper (Stephen Macht) / Scott Easton (Jack Bannon)
- Mariés, deux enfants (1987-1997) : Buck Bundy / Lucky Bundy
- Les Sœurs Reed (1993-1996) : Albert « Big Al » Barker (Robert Klein)
- X-Files : Aux frontières du réel (1993-1996) : Dr. Osbourne (Charles Martin Smith) / Owen Lee Jarvis (Michael Berryman) / agent Fuller (Kevin McNulty) / Dr. Lewton (Tom McBeath)
- Papa bricole (1994-1995) : Bob (John Volstad)
- Couleur Pacifique (1996) : M. Morrison (Ernie Lively)
- Total Security (1997) :  Michael Miller (Michael MacRae)
- Buffy contre les vampires (1998-1999) : le maire Richard Wilkins III (Harry Groener) (1re voix)
- JAG (1998) : juge Lonigan (David Sage)
- Les Frères McGrail (1998) : Robert McGrail (John Cullum)
- Santa Barbara (1987-1988) : Alex Nikolas (Michael Durrell)
- Xena, la guerrière (1998) : Dorus (Mervyn Smith)

#### Séries animées
- La Bataille des planètes : Donald Ward (épisode 82)
- Clémentine : Roald Amundsen / le père Tampier / Petrouchka / Adam Sky
- Fifi Brindacier : Fridolf
- G.I. Joe: A Real American Hero : Général Hawk (voix de remplacement), voix additionnelles
- Judo Boy : Nissa, le Narrateur (épisodes 8 à 10)
- Misha : Nicolas Oursillon
- La Patrouille des aigles : Ollie Keeawani / M. Avery / Olaf
- Pollyanna : Parkins (Remplacement, épisodes 30 à 32)
- Les Quatre Filles du docteur March : le narrateur / M. March (épisode 1)
- Les Quatre Fantastiques : Ben Grimm
- Smash : Rodolphe (Premiers épisodes)
- Super Durand : Ludwig (2e voix de remplacement)
- Urotsukidoji : Chôjin
- Wingman : Super Costaud / le père de David / Dr Satirix
- You're Under Arrest : l'aubergiste (Épisode 13)

## Discographie
- Le Piège de Méduse d'Erik Satie, avec l'Orchestre Lamoureux dirigé par Aldo Ciccolini
- Les Inspirations insolites d'Erik Satie, orchestre dirigé par Louis Auriacombe